# Biennale di Parigi
La Biennale di Parigi è una manifestazione di arte contemporanea internazionale fondata nel 1959 da André Malraux, ministro della cultura francese.

## Storia
Fondata da André Malraux nel 1959, all'epoca ministro della cultura francese. È la terza biennale creata al mondo, dopo quelle di Venezia e Sao Paulo.
Gli obbiettivi posti erano quelli di fornire Parigi di un grande evento artistico, di presentare il panorama della giovane creatività internazionale, e di far divenire la biennale luogo d'incontro delle nuove modalità artistiche. 
La prima edizione fu inaugurata ad ottobre, con un'installazione di Jean Tinguely: una scultura-macchina che, azionata da un motore, produce disegni a catena.
Nel 1971 a capo della biennale è nominato il curatore Georges Boudaille. In questo periodo si sposta a Parc Floral di Vincennes. Il modello della Biennale si allontana dal modello di quelle di Venezia e Sao Paulo, e si avvicina a quella di Documenta di Kassel.

## Artisti partecipanti
I Biennale di Parigi, dal 2 al 25 ottobre 1959, Musée d'Art Moderne de la ville de ParisPierre Bonnard, James Ensor, Henri Matisse, Piet Mondrian, Emil Nolde, Georges Rouault, Suzanne Valadon, Édouard Vuillard, André Derain, Raoul Dufy, Paul Klee, Albert Marquet, Kees Van Dongen, Jacques Villon, Maurice Vlaminck, Georges Braque, Marc Chagall, Robert Delaunay, Max Ernst, Roger de La Fresnaye, Juan Gris, Marcel Gromaire, Oskar Kokoschka, Fernand Léger, André Lhote, André Masson, Amedeo Modigliani, Julius Pascin (Julius Mordecai Pincas), Constant Permeke, Pablo Picasso, Carlo Ramous, Gino Severini, Chaïm Soutine, Louis Trabuc, Maurice Utrillo, Yasuo Mizui.
II Biennale di Parigi, dal 29 settembre al 5 novembre 1961, Musée d'Art Moderne de la ville de ParisDavid Hockney, Jasper Johns, Martial Raysse, Arman, Henri Cueco, Jean Le Gac, Bernard Buffet, Pierre Alechinsky, Raymond Hains, Jacques de la Villeglé, Toulouse-Lautrec, Louis Trabuc, École de Paris, Réalisme non figuratif.
III Biennale di Parigi, dal 28 settembre al 3 novembre 1963, Musée d'Art Moderne de la ville de ParisChristo, Niki de Saint Phalle, Pierre Schaeffer, Pierre Boulez, Iannis Xenakis, Peter Blake, David Hockney, Nicolas Schöffer, Vassili Kandinsky, Salvador Dalí, Nouvelle figuration, Groupe Mu, Lettrisme, Groupe de Recherche en Arts Visuels (GRAV).
IV Biennale di Parigi, dal 28 settembre al 3 novembre 1965, Musée d'Art Moderne de la ville de ParisChristian Boltanski, Erik Dietmann, Daniel Buren, Peter Stampfli, Gérard Titus-Carmel, Niele Toroni, Bernar Venet, Jean-Pierre Raynaud, Peter Blake.
V Biennale di Parigi, dal 30 settembre al 5 novembre 1967, Musée d'Art Moderne de la ville de ParisPierre Schaeffer, Martial Raysse, Jean-Pierre Raynaud, Groupe de recherches musicales, BMPT.
VI Biennale di Parigi, dal 24 settembre al 1º novembre 1969, Parc Floral de ParisGiulio Paolini, Jannis Kounellis, Les Levine, Southwest Coming Together, Elektradermis, La modification, Utopie, Interplay, Ens musical Nihilist Spasm Band, Vidéo-Dom, Automat, Medekit, Groupe AAT.
VII Biennale di Parigi, dal 15 settembre al 21 ottobre 1971, Musée d'Art Moderne de la ville de ParisJoseph Kosuth, Art and Language, Robert Barry, Victor Burgin, Monika Baumgartl, Alighiero Boetti, Vito Acconci, Bruce Nauman, Dan Graham, Dennis Oppenheim, Richard Serra, Lawrence Weiner, Richard Long, Joseph Beuys, Daniel Buren, Gilbert and George.
VIII Biennale di Parigi, dal 15 settembre al 21 ottobre 1973, Musée d'Art Moderne de la ville de ParisLes artistes anonymes, Michael Asher, Groupe 70, Giulio Paolini, Anne et Patrick Poirier, Telewissen Groupe, Druga Grupa, Christian Jaccard, Markus Lüppertz, François Rouan, Douwe Jan Bakker, James Coleman, Düsseldorfer Szene.
IX Biennale di Parigi dal 19 settembre al 2 novembre 1975, Musée d'Art Moderne de la ville de Paris, Musée GalliéraGordon Matta-Clark, Eventstructure Research Group, Antoni Muntadas, Marina Abramović, John M. Armleder, Christian Boltanski, Luciano Castelli, Valie Export, Terry Fox, Rébecca Horn, Urs Lüthi, Krzysztof Wodiczko, Noël Dolla, COUM Transmissions (Genesis P-Orridge et Cosey Fanni Tutti).
X Biennale di Parigi, dal 17 settembre al 1º novembre 1977, Palais de Tokyo, Musée d'Art Moderne de la ville de ParisLaurie Anderson, Sandro Chia, Francesco Clemente, Annette Messager, Claudio Parmiggiani, Adrian Piper, Groupe 143, Groupe de 4, Groupe Untel, Anselm Kiefer.
XI Biennale di Parigi, dal 20 settembre al 2 novembre 1980, Musée d'Art Moderne de la ville de ParisSophie Calle, Alain Fleischer, Gloria Friedmann, Mimmo Paladino, Paul Devautour, Tony Oursler, Martine Aballea, Groupe Normal, Groupe Etcetera, Paisaje Imaginario, Saeta om production, Socialist Patient Kollective, ATEM, ECART, System'art.
XII Biennale di Parigi, dal 2 ottobre al 14 novembre 1982, Musée d'Art Moderne de la ville de ParisGuillaume Bijl, Groupe CADA, Philippe Favier, Groupe FRIGO, Claude Leveque, Georges Rousse, Groupe Zardee, Bill Woodrow, Anish Kapoor, Non Groupe, Groupe Dioptre, Peter d'Agostino, Collaborative Work, Groupe Todliche Doris, Yann Minh.
XIII Biennale di Parigi, dal 2 ottobre al 10 novembre 1985, la Grande Halle de La VilletteJohn Ahearn, John Baldessari, Richard Deacon, Luciano Fabro, Peter Fischli, Jenny Holzer, Anish Kapoor, Nam June Paik, Per Kirkeby, Bertrand Lavier, Roberto Matta, Mario Merz, Gerhard Richter, Julian Schnabel, Frank Stella, Jeff Wall.
XIV Biennale di Parigi, dal 20 febbraio al 15 marzo 2004, Parigi et ailleursIkhéa©services, Ricardo Mbarak, Ultralab, Le Club des pêcheurs, Musée du point de vue, Musée des dommages, EAMO, Paul Robert-coureur de fond, Thermo-hygrographe, École du vin de Paris, Supernova, Visualinguistic, GRNC, IPAC, N55.
XV Biennale di Parigi, dal 1º ottobre 2006 al 30 settembre 2008, MondeAmicale de la Biennale de Paris, Soussan Ltd, Jean-Baptiste Farkas, Alexandre Gurita, François Deck, Ricardo Mbarkho, Glitch, Gary Bigot, OSTSA, Courants Faibles, Au Travail/At Work, Paul Robert, Karen Andreassian, Hubert Renard, RS, Microcollection, Michel Chevalier, Olivier Darné, Bernard Delville, Sabine Falk, Dominic Gagnon, Karine Lebrun, La Chèvre Phénomène, Saint-Thomas l'Imposteur, André Éric Létourneau, Saint Thomas L'Imposteur, Nana Petzet, That's Painting Productions, Les Somnatistes, Liliane Viala.
Curatori teorici e altri partecipanti alla Biennale di ParigiCatherine Millet, Alfred Pacquement, Alain Jouffroy, Jean-Marc Poinsot, Daniel Abadie, Lucy R. Lippard, Pontus Hulten, Gérald Gassiot-Talabot, Frank Popper, Václav Havel, Achille Bonito Oliva, Pierre Restany, Pierre Courcelles, Paul Ardenne, Stephen Wright, Francesco Masci, Jean-Jacques Lévêque, José Pierre, Michel Ragon, Guido Weelen, Jean-Christophe Ammann, Don Foresta, Ad Petersen, Gerald Forty, Ole Henrik Moe, Raoul-Jean Moulin, Wolfgang Becker, Brian Holmes, Elisabeth Lebovici, Ghislain Mollet-Viéville, Jean-Claude Moineau.

## Archivio

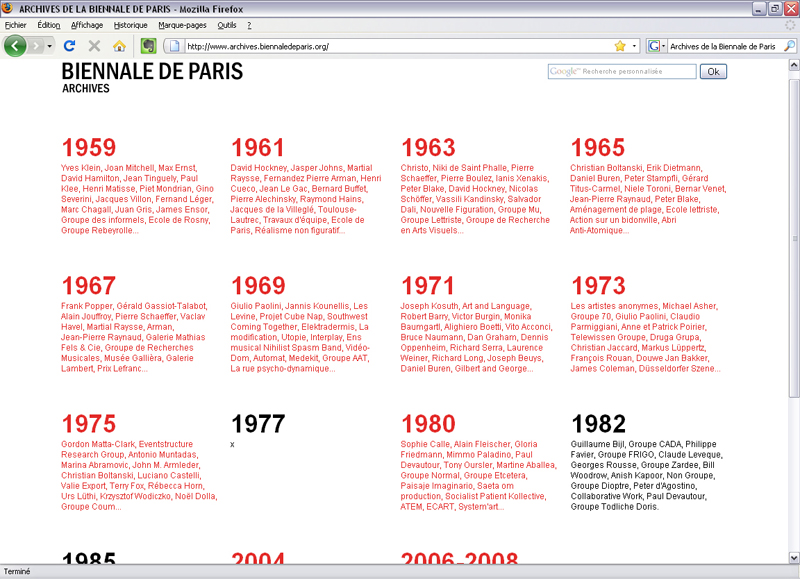

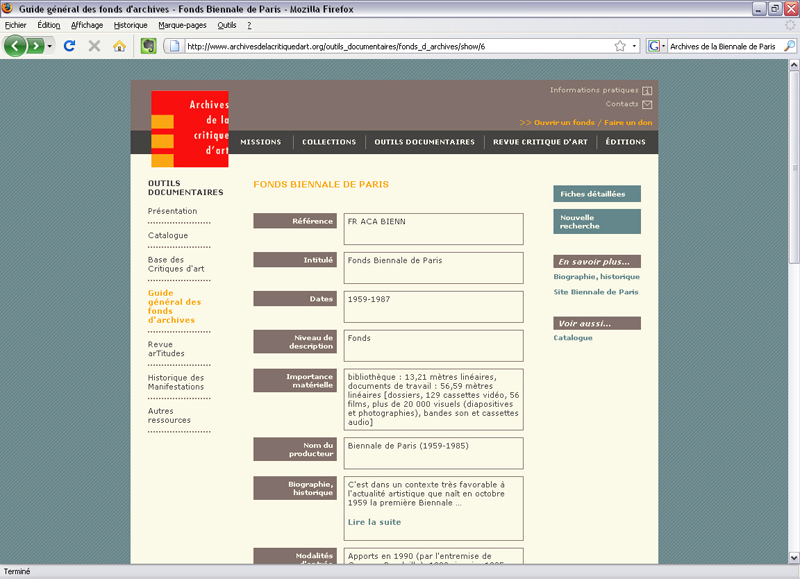

I fondi archivistici della Biennale di Parigi dal 1959 al 1987  si trovano presso gli Archives de la critique d'art a Châteaugiron. Altri documenti archivistici sono situati presso la Bibliothèque Kandinsky del Centre Pompidou, all'Institut National d'Histoire de l'Art (INHA), alla Fondation Maeght e all'Institut national de l'audiovisuel. Un numero relativamente importante di documentazione archivistica è disponibile online.

## Pubblicazioni e cataloghi
- XV Biennale de Paris, collectif, diffusé par Paris-Musées, 2006.
- XIV Biennale de Paris, collectif, préface de Paul Ardenne, 2004.
- XII Biennale de Paris, collectif, 1982.
- X Biennale de Paris, collectif, 1977.
- VII Biennale de Paris, par Georges Boudaille, Jean Nouvel, François Seigneur, 1971.
- Biennale de Paris : une anthologie 1959-1967, par Georges Boudaille, Catherine Millet, Jacques Lassaigne, Pierre Faucheux.

## Rassegna stampa
- « La Biennale de Paris : une négociation », par Samuel Zarka, Le Diable Probablement nr. 5, Automne-Hiver 2008
- « Истинный художник – лишний художник! », par Stephen Wright, Moscow Art Magazine, nr. 68, 2008
- « La Biennale de Paris, là-bas, nulle part, ici », par Elisabeth Lebovici, Janus nr. 22, Septembre 2007
- « L'envie d'airs de Paris » (Editorial), par Fabrice Bousteau, Beaux-Arts Magazine, mai 2007
- « Un vrai artiste est un artiste de trop ! » : La XVe Biennale de Paris, par Stephen Wright, Etapes, Septembre 2007
- « Biennale : lien direct entre GAM et les musées parisiens. Table ronde hier. Quand les punaises deviennent une œuvre d'art », La Prealpina,18 février 2007.
- « Des artistes internationaux au Château de Millery », par Delphine Virely, L'Auxois, le 22 octobre 2006
- « Paris in Americans. Making heads or tails of XV Biennale de Paris », par Leslie Wylie, Metro Pulse / Knoxville's Weekley Voice, le 19 octobre 2006
- « En mai, Villepin fait l'expo qui lui plaît ». Il met l'art contemporain « tricolore » en vitrine au Grand Palais à Paris, par H-F. Debailleux et G. Lefort, Libération, le 18 avril 2006
- « Entre biennales », par Catalin Gheorghe, Ziarul din Iasi, le 4 janvier 2006
- «Triển lãm Paris Biennale 2004 khai mạc ngáng Hai », Vn Visual Arts, 2004.(Traduit en vietnamien du texte espagnol paru dans Art Daily, 2004.
- « Experience a biennale », par Paul Ardenne, It's Art Baby! Art!, le 28 février 2004
- « Biennale de Paris»